# 畢津浩
畢 津浩（漢音読み：ひつ しんこう、簡体字：毕津浩、Bi Jinhao、1991年1月5日 - ）は、中華人民共和国・遼寧省大連市出身のサッカー選手。中国・スーパーリーグの長春亜泰足球倶楽部所属。中国代表。ポジションはディフェンダー、フォワード。

## 経歴

### クラブ

#### 上海申花
2016年1月15日、上海申花へ完全移籍することを発表した。